# Taça da AF Braga
A Taça da AF Braga é uma competição por eliminatórias na qual participam todas os clubes cujas equipas seniores participem nos campeonatos da AF Braga.
Os jogos são disputados a duas mãos com excepção da Final que é disputada em campo neutro. Normalmente a Final da Taça da AF Braga é parte integrante da Festa de Futebol da AF Braga, onde se entregam os troféus a todos os vencedores de todas as competições organizadas pelas AF Braga (incluindo escalões de formação, futsal e competições de equipas femininas).
A primeira edição foi realizada em 1963/64 e teve como primeiro vencedor o FC Vizela.

## Finais
| Época           | Vencedor                                         | Resultado                                        | Finalista                                        | Estádio                                          |
| --------------- | ------------------------------------------------ | ------------------------------------------------ | ------------------------------------------------ | ------------------------------------------------ |
| 2007–08         | Caç. Taipas                                      | 4–0                                              | AD Esposende                                     | Estádio D. Afonso Henriques, Guimarães           |
| 2008–09         | Santa Maria                                      | 1–0                                              | AD Águias da Graça                               | Estádio D. Afonso Henriques, Guimarães           |
| 2009–10         | Vilaverdense                                     | 1–0                                              | Forjães SC                                       | Estádio Cidade de Barcelos, Barcelos             |
| 2010–11         | CCD Santa Eulália                                | 4–2                                              | Vilaverdense                                     | Estádio 1º de Maio, Braga                        |
| 2011–12         | Caç. Taipas                                      | 1–0                                              | CD Celeirós                                      | Estádio Cidade de Barcelos, Barcelos             |
| 2012–13         | Vieira SC                                        | 2–0                                              | Arões SC                                         | Estádio D. Afonso Henriques, Guimarães           |
| 2013–14         | Merelinense                                      | 4-2                                              | Brito SC                                         | Estádio Cidade de Barcelos, Barcelos             |
| 2014–15         | FC Amares                                        | 2–1                                              | GD Serzedelo                                     | Estádio Cidade de Barcelos, Barcelos             |
| 2015–16         | Merelinense FC                                   | 0–0 (9–8 gp)                                     | GD Joane                                         | Estádio Cidade de Barcelos, Barcelos             |
| 2016–17         | AD Esposende                                     | 2–1                                              | GD Porto d'Ave                                   | Estádio Cidade de Barcelos, Barcelos             |
| 2017–18         | GD Joane                                         | 3–1                                              | FC Amares                                        | Estádio do Futebol Clube de Vizela               |
| 2018–19         | Pevidém SC                                       | 1–0                                              | Berço SC                                         | Parque Municipal dos Desportos de Fafe           |
| 2019–20 2020–21 | Edições canceladas devido à Pandemia de COVID-19 | Edições canceladas devido à Pandemia de COVID-19 | Edições canceladas devido à Pandemia de COVID-19 | Edições canceladas devido à Pandemia de COVID-19 |
| 2021–22         | Brito SC                                         | 3–2                                              | Santa Eulália                                    | Estádio Comendador Joaquim de Almeida Freitas    |
| 2022–23         | Santa Maria                                      | 3–0                                              | GD Serzedelo                                     | Estádio do Futebol Clube de Vizela               |

## Vencedores por Equipas
| Equipa             | Vitórias | Anos vitórias                               |
| ------------------ | -------- | ------------------------------------------- |
| Vilaverdense FC    | 5        | 1988/89, 1990/91, 1992/93, 1997/98, 2009/10 |
| Vieira             | 5        | 1969/70, 1979/80, 1982/83, 2005/06, 2012/13 |
| Santa Maria        | 4        | 1984/85, 2001/02, 2008/09, 2022/23          |
| Caç. Taipas        | 3        | 1981/82, 2007/08, 2011/12                   |
| Serzedelo          | 3        | 1994/95, 1995/96, 2003/04                   |
| Maximinense        | 3        | 1980/81, 1989/90, 1999/00                   |
| Maria da Fonte     | 3        | 1973/74, 1974/75, 1978/79                   |
| Merelinense        | 3        | 1977/78, 2013/14, 2015/16                   |
| GD Joane           | 3        | 1975/76, 1983/84, 2017/18                   |
| CCD Santa Eulália  | 2        | 2006/07, 2010/11                            |
| AD Águias da Graça | 2        | 1987/88, 1991/92                            |
| FC Amares          | 2        | 2004/05, 2014/15                            |
| AD Esposende       | 2        | 1971/72, 2016/17                            |
| Brito SC           | 2        | 1996/97, 2021/22                            |
| U. Torcatense      | 1        | 2002/03                                     |
| Ucha               | 1        | 2000/01                                     |
| Ponte              | 1        | 1998/99                                     |
| Apúlia             | 1        | 1993/94                                     |
| Palmeiras FC       | 1        | 1986/87                                     |
| GD Lagense         | 1        | 1985/86                                     |
| GD Prado           | 1        | 1976/77                                     |
| Cabeceirense       | 1        | 1972/73                                     |
| Monção             | 1        | 1970/71                                     |
| GD Riopele         | 1        | 1968/69                                     |
| Âncora Praia       | 1        | 1967/68                                     |
| V. Guimarães       | 1        | 1964/65                                     |
| Vizela             | 1        | 1963/64                                     |
| Pevidém SC         | 1        | 2018/19                                     |
| Total              | 56       |                                             |